# Reserva natural del nord-est de Svalbard
La reserva natural del nord-est de Svalbard (en noruec: Nordaust-Svalbard naturreservat) es troba a la part nord-oriental de l'arxipèlag de Svalbard, Noruega. La reserva natural abasta les illes de Nordaustlandet, la Terra del Rei Carles, Kvitøya, Sjuøyane, Storøya, Lågøya, Wilhelmøya, Wahlbergøya i una petita secció de la part nord-est de Spitsbergen.
La reserva ocupa una superfície de 55,354 km², dels quals 18.663 km² són de terra i 36,691 km² són d'aigua, que la converteix en l'àrea protegida (incloent parcs nacionals) més gran de Noruega. Inclou la glacera més gran de Noruega, l'Austfonna, així com la Vestfonna i parts de la d'Olav V Land. La reserva va ser establerta l'1 de juliol de 1973, i fa frontera al sud amb la Reserva natural del sud-est de Svalbard.
La reserva inclou les illes del Rei Carles, l'indret, juntament amb la Terra de Francesc Josep, on s'hi reprodueixen més ossos polars de l'Àrtida, i és prohibida, per tant, la seva visita per part de qualsevol visitant. Entre els centenars d'espècies d'animals que hi ha a la reserva, hi destaquen els ossos polars, les morses, la guineu àrtica i el ren de Svalbard. Pel que fa a les aus, les més habituals són el somorgollaire de Brünnich, l'oca de collar, la gavineta cuaforcada i la gavina d'ivori. Una gran part de la reserva, incloent els penya-segats, ha estat identificada com una Àrea important per a la conservació de les aus per BirdLife International, ja que a la reserva hi ha una població reproductora d'entre 80 a 90 parells de gavines d'ivori.